# Bernd Gröne
Bernd Gröne (Recklinghausen, 19 febbraio 1963) è un ex ciclista su strada tedesco.

## Palmarès

### Olimpiadi
- 1 medaglia:
  - 1 argento (Seul 1988 nella corsa individuale[1])